# Union Township (comté d'Union, New Jersey)
Pour les articles homonymes, voir Union Township.
Union Township est un township américain situé dans le comté d'Union au New Jersey.

## Géographie
Union Township est située à une trentaine de kilomètres à l'ouest de Manhattan. Le township comprend les localités de Battle Hill, Connecticut Farms, Galloping Hill, Headlentown, Putnam Manor, Salem, Townley, Union et Vaux Hall.
La municipalité s'étend sur 9,09 milles carrés (23,54 km2) dont 0,02 mille carré (0,05 km2) d'étendues d'eau. Elle est traversée par l'Interstate 78, la Route 22 et le Garden State Parkway (en).

## Histoire
La localité est fondée dans les années 1660 par des familles venant du Connecticut, menées par le révérend Abraham Pierson. Elles nomment le lieu Connecticut Farms. En 1780, à l'occasion de la bataille de Connecticut Farms (en), le presbytère du révérend James Caldwell est brûlé par les Britanniques durant la guerre d'indépendance. Sa femme Hannah décède dans l'incendie, qui devient un symbole des « atrocités » britanniques.
Le township est créé le 23 novembre 1808, par une loi de la législature du New Jersey, à partir du township d'Elizabeth dans le comté d'Essex. Il intègre le comté d'Union en 1857. Contrairement à son comté, dont le nom fait référence à l'Union durant la guerre de Sécession, le township serait nommé en référence à l'union des communautés qui le forment.
Ses limites administratives sont modifiées à plusieurs reprises au cours du XIXe siècle. Au début du XXe siècle, plusieurs localités du township deviennent des municipalités indépendantes : Roselle Park (1901), Kenilworth (1907) et Hillside (1913). Des quartiers d'Union Township sont également cédés à la ville voisine d'Elizabeth en 1908 et 1920.

## Démographie
Lors du recensement de 2010, la population d'Union Township est de 56 642 habitants. Elle est estimée à 58 757 habitants au 1er juillet 2018.
Le revenu par habitant était en moyenne de 34 463 dollars par an entre 2013 et 2017, entre la moyenne nationale (31 177 dollars) et la moyenne du New Jersey (39 069 dollars). Sur cette même période, 6,2 % des habitants d'Union Township vivaient sous le seuil de pauvreté (contre 9,5 % dans l'État et 11,8 % à l'échelle des États-Unis en 2018). Par ailleurs, 88,4 % de ses habitants de plus de 25 ans étaient diplômés d'une high school et 33,9 % possédaient au moins un bachelor degree (contre 89,2 % et 38,1 % au New Jersey, 87,3 % et 30,9 % aux États-Unis).
| Groupe          | Union Township (2017) | New Jersey (2018) | États-Unis (2018) |
| --------------- | --------------------- | ----------------- | ----------------- |
| Blancs          | 49,0                  | 72,0              | 76,5              |
| Afro-Américains | 30,6                  | 15,0              | 13,4              |
| Amérindiens     | 0,4                   | 0,6               | 1,3               |
| Asiatiques      | 10,4                  | 10,0              | 5,9               |
| Océaniens       | 0,0                   | 0,1               | 0,2               |
| Métis           | 1,8                   | 2,3               | 2,7               |
|                 |                       |                   |                   |
| Hispaniques     | 16,3                  | 20,6              | 18,3              |

## Éducation
Union Township accueille l'université Kean.

## Patrimoine
Le township d'Union compte quatre sites inscrits au Registre national des lieux historiques.
Le presbytère Caldwell (Caldwell Parsonage) est un bâtiment de deux étages et demi de style fédéral datant 1782. Il est construit sur le site d'un précédent presbytère, détruit par les britanniques durant la guerre d'indépendance. Un autre édifice remplaçant un bâtiment détruit en 1780 est la First Presbyterian Congregation of Connecticut Farms. Cette église rectangulaire en pierre et brique rouge est construite entre 1782 et 1818. L'église est notamment remarquable par sa coupole.
Les deux autres monuments inscrits sont situés sur le campus de l'université Kean. Le Liberty Hall est un manoir construit par William Livingston en 1772-73. La maison de 14 pièces de style georgien est agrandie dans un style victorien pour compter 50 pièces. Elle est transformée en musée de la révolution américaine en 2000. La maison de James Townley est progressivement construite entre 1790 et 1820. Elle est décorée d'éléments Greek Revival vers 1850. Elle constitue l'un des derniers exemples de ferme de l'époque dans ce township devenu urbain.

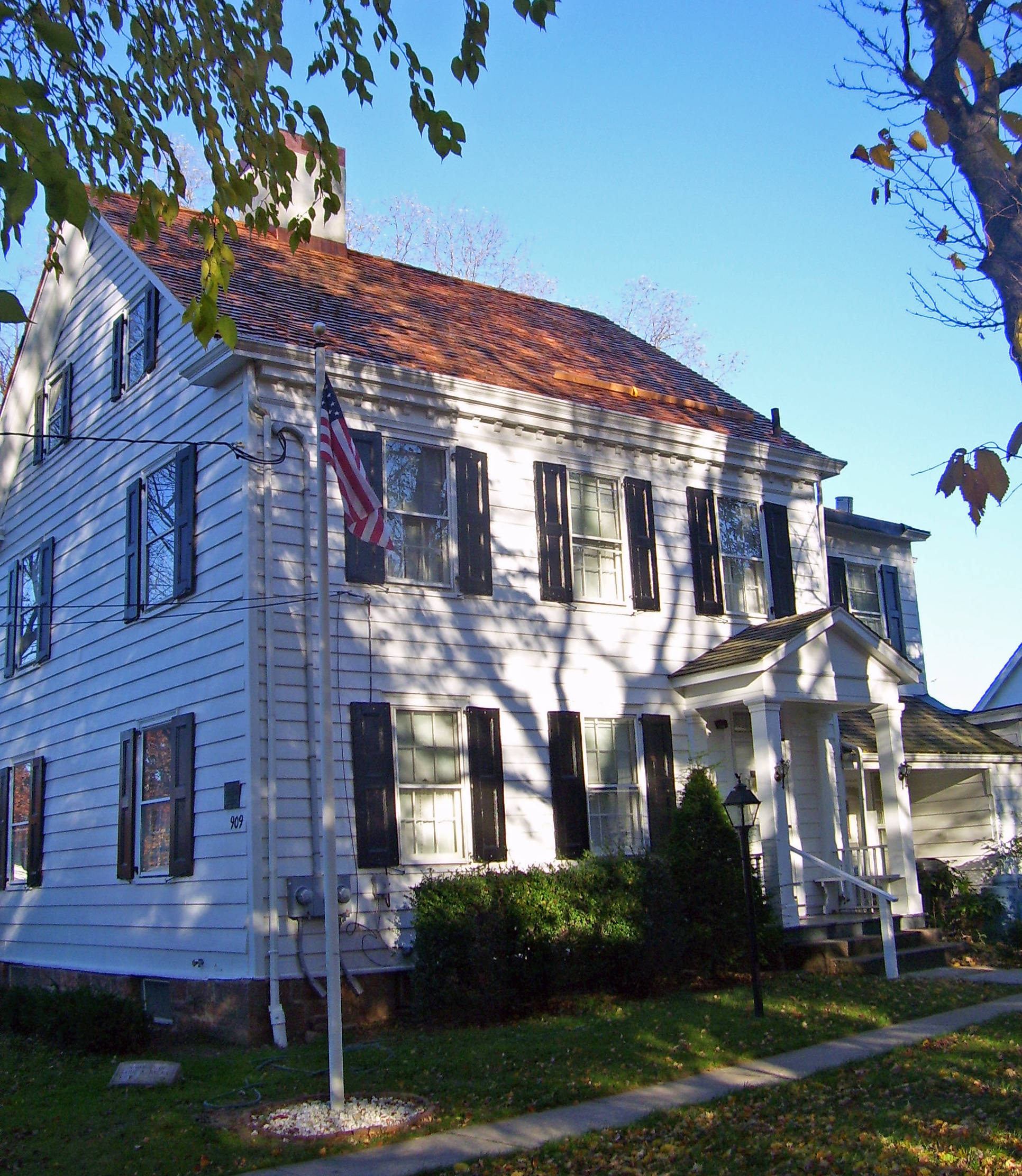
Le presbytère Caldwell.
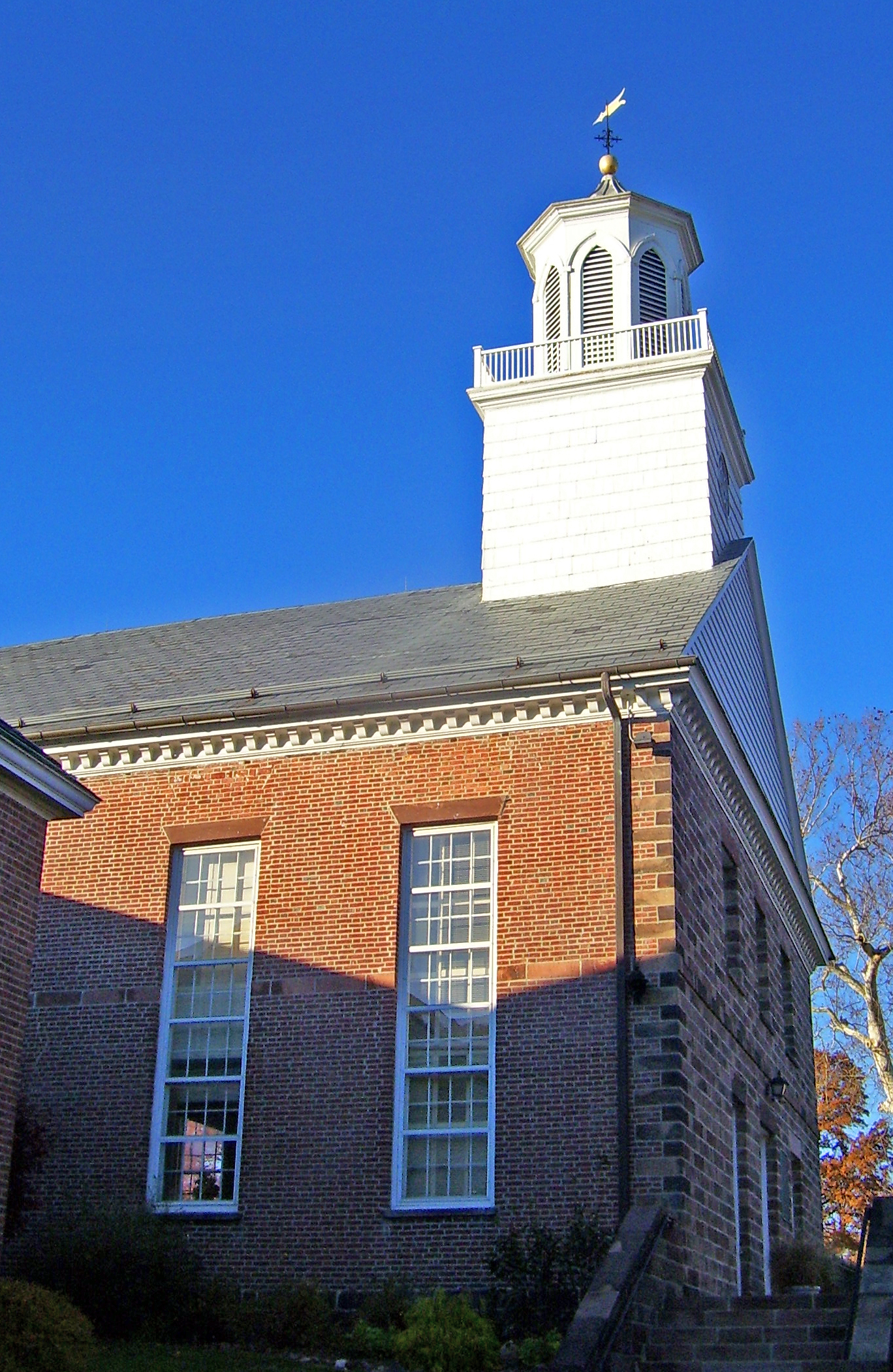
La First Presbyterian Congregation.
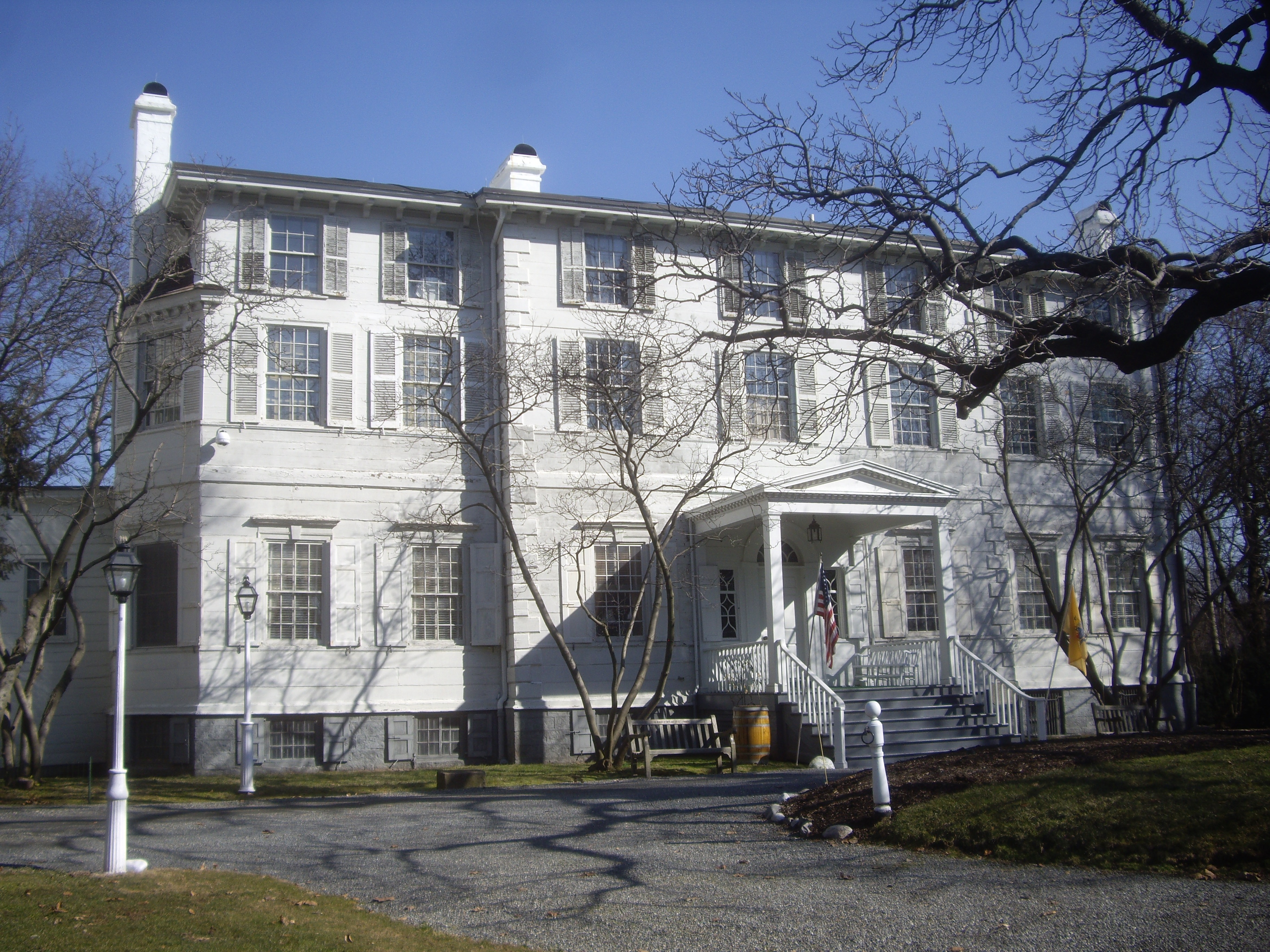
Le Liberty Hall.
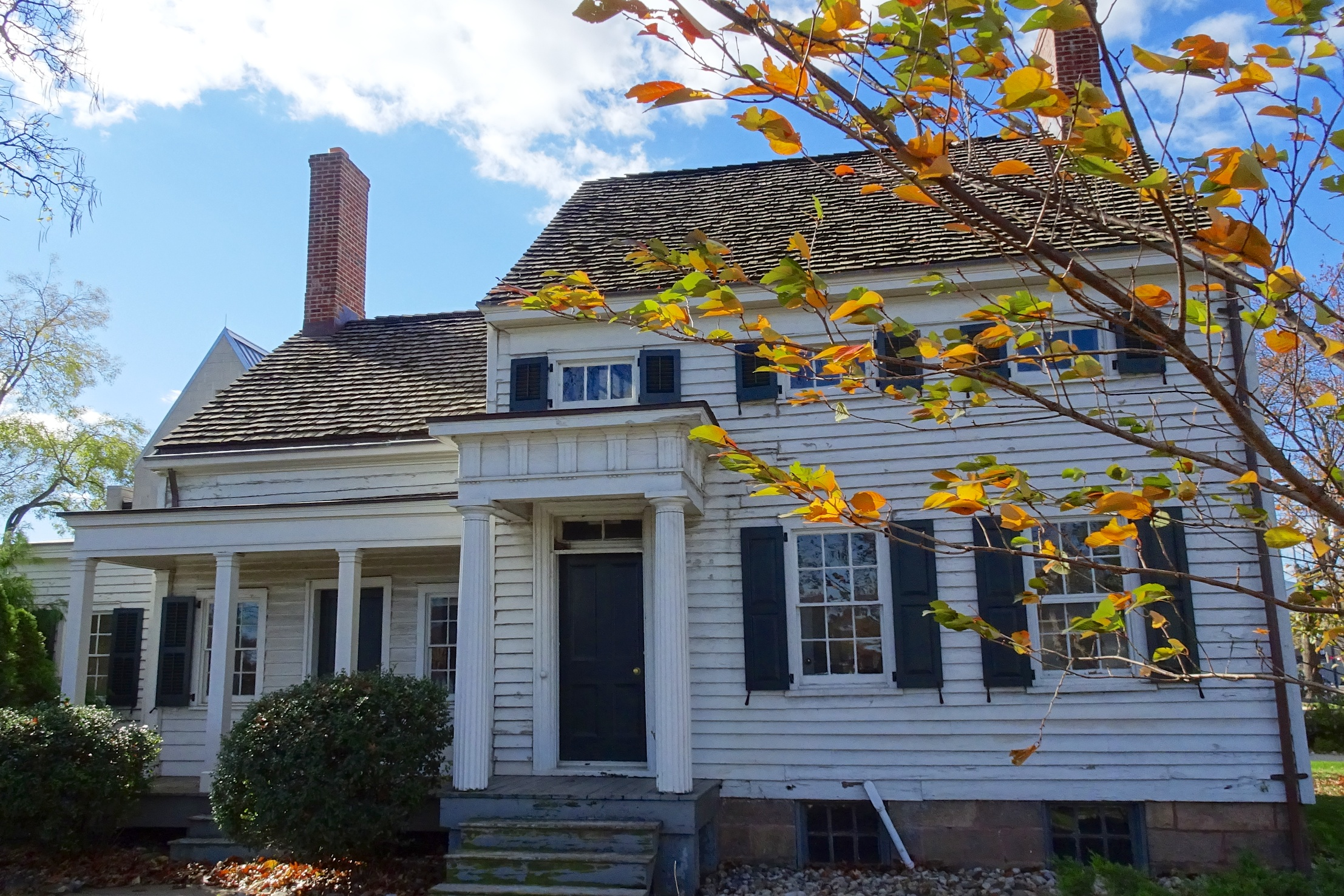
La maison de James Townley.